# タイラー・ゼラー
タイラー・ポール・ゼラー（Tyler Paul Zeller、1990年1月17日 - ）は、アメリカ合衆国・カリフォルニア州バイセイリア出身の元バスケットボール選手。身長213cm、体重115kg。現役時代のポジションはパワーフォワード/センター。
兄は元NBA選手のルーク・ゼラー、弟はシャーロット・ホーネッツのコディ・ゼラー。

## ハイスクール経歴
カリフォルニア州バイセイリで生まれ、インディアナ州ワシントンで育ち、ワシントン高校でプレーしマクドナルド・オール・アメリカンに選出された。ゼラーはハイスクールプレーヤー評価サイトによれば、2008年、センターで7位、全体で33位にランク付けされた。

## カレッジ経歴
2008年、ノースカロライナ大学に入学し、4シーズンプレーした。2009年にNCAAチャンピオンに輝いた。この時のチームメートには、タイラー・ハンズブロー、タイ・ローソン、ダニー・グリーン、ウェイン・エリントンらのNBAプレーヤーがいる。

## プロ経歴
2012年のNBAドラフト1巡目17位でダラス・マーベリックスに指名され、直後にトレードされクリーブランド・キャバリアーズでNBAプレーヤーとなった。因みに、同年のドラフトでノースカロライナ大学から指名された選手は、他にハリソン・バーンズ、ジョン・ヘンソン、ケンドール・マーシャルがいる。

### クリーブランド・キャバリアーズ (2012-2014)
2シーズンで、147試合、内64試合に先発出場し、試合平均6.9得点、4.9リバウンドの成績を残した。

### ボストン・セルティックス (2014-2017)
2014年7月10日、クリーブランド・キャバリアーズ、ボストン・セルティックス、ブルックリン・ネッツの3チーム間トレードでボストン・セルティックスに移籍した。2014年12月5日に、対ロサンゼルス・レイカーズ戦でキャリアハイとなる24得点と14リバウンド、2アシスト、1ブロックを記録した。
2017年7月2日、セルティックスを解雇された。

### ブルックリン・ネッツ (2017-2018)
2017年9月11日、ブルックリン・ネッツと2年契約を結んだ。

### ミルウォーキー・バックス (2018- )
2018年2月5日、ラシャード・ヴォーン、将来のドラフト2順目指名権とのトレードでミルウォーキー・バックスに移籍した。
2018年10月13日、解雇された。

### アトランタ・ホークス (2019)
2019年3月7日、アトランタ・ホークスと１０日間契約を結んだが、延長契約を得られなかった。

### メンフィス・グリズリーズ (2019)
2019年4月5日、メンフィス・グリズリーズと残りのシーズンで契約した。

### デンバー・ナゲッツ (2019)
2019年9月28日、デンバー・ナゲッツのトレーニングキャンプに参加した 。２０１９年１０月18日、シーズン開幕前に解雇された。

### サンアントニオ・スパーズ(2020)
2020年6月24日、2019-20シーズン中断中に、残りシーズンの契約を結んだ。12月2日、トレーニングキャンプのロースターに登録されたが、１２月19日、解雇された。

## 個人成績

### NBA

#### レギュラーシーズン
| シーズン | チーム                         | GP  | GS  | MPG  | FG%  | 3P%  | FT%  | RPG | APG | SPG | BPG | PPG  |
| -------- | ------------------------------ | --- | --- | ---- | ---- | ---- | ---- | --- | --- | --- | --- | ---- |
| 2012–13  | クリーブランド・キャバリアーズ | 77  | 55  | 26.4 | .438 | .000 | .764 | 5.7 | 1.2 | .5  | .9  | 7.9  |
| 2013–14  | クリーブランド・キャバリアーズ | 70  | 9   | 15.0 | .538 | .000 | .719 | 4.0 | .5  | .3  | .5  | 5.7  |
| 2014–15  | ボストン・セルティックス       | 82  | 59  | 21.1 | .549 | –    | .823 | 5.7 | 1.4 | .2  | .6  | 10.2 |
| 2015–16  | ボストン・セルティックス       | 60  | 3   | 11.8 | .476 | –    | .815 | 3.0 | .5  | .2  | .4  | 6.1  |
| 2016–17  | ボストン・セルティックス       | 51  | 5   | 10.3 | .494 | .000 | .564 | 2.4 | .8  | .1  | .4  | 3.5  |
| 2017–18  | ブルックリン・ネッツ           | 42  | 33  | 16.7 | .546 | .385 | .667 | 4.6 | .7  | .2  | .5  | 7.1  |
| 2017–18  | ミルウォーキー・バックス       | 24  | 1   | 16.9 | .590 | .000 | .895 | 4.6 | .8  | .3  | .6  | 5.9  |
| 2018–19  | アトランタ・ホークス           | 2   | 0   | 5.5  | .000 | .000 | -    | 3.0 | .5  | .0  | .0  | 0.0  |
| 2018–19  | メンフィス・グリズリーズ       | 4   | 1   | 20.5 | .571 | -    | .778 | 4.5 | .8  | .3  | .8  | 11.5 |
| Career   | Career                         | 412 | 166 | 17.6 | .509 | .286 | .764 | 4.4 | .9  | .3  | .6  | 7.0  |

#### プレーオフ
| シーズン | チーム                   | GP | GS | MPG  | FG%  | 3P% | FT%  | RPG | APG | SPG | BPG | PPG |
| -------- | ------------------------ | -- | -- | ---- | ---- | --- | ---- | --- | --- | --- | --- | --- |
| 2015     | ボストン・セルティックス | 4  | 4  | 22.5 | .517 | –   | .800 | 4.5 | .5  | .5  | .3  | 8.5 |
| 2016     | ボストン・セルティックス | 3  | 0  | 12.7 | .467 | –   | .667 | 5.0 | .7  | .0  | .7  | 6.0 |
| 2017     | ボストン・セルティックス | 11 | 0  | 7.1  | .520 | –   | .750 | 1.7 | .7  | .0  | .2  | 2.9 |
| 2018     | ミルウォーキー・バックス | 7  | 3  | 9.4  | .800 | –   | .750 | 2.0 | .4  | .6  | .4  | 1.6 |
| Career   | Career                   | 25 | 7  | 10.9 | .527 | –   | .739 | 2.6 | .6  | .2  | .3  | 3.8 |

### カレッジ
| シーズン | チーム               | GP  | GS | MPG  | FG%  | 3P% | FT%  | RPG | APG | SPG | BPG | PPG  |
| -------- | -------------------- | --- | -- | ---- | ---- | --- | ---- | --- | --- | --- | --- | ---- |
| 2008–09  | ノースカロライナ大学 | 15  | 2  | 7.8  | .472 | –   | .765 | 2.0 | .2  | .2  | .2  | 3.1  |
| 2009–10  | ノースカロライナ大学 | 27  | 0  | 17.3 | .521 | .0  | .722 | 4.6 | .3  | .5  | .9  | 9.3  |
| 2010–11  | ノースカロライナ大学 | 37  | 35 | 28.1 | .549 | –   | .759 | 7.2 | .6  | .7  | 1.2 | 15.8 |
| 2011–12  | ノースカロライナ大学 | 38  | 38 | 28.2 | .553 | –   | .808 | 9.6 | .9  | .9  | 1.5 | 16.3 |
| Career   | Career               | 117 | 75 | 23.0 | .543 | .0  | .775 | 6.7 | .6  | .7  | 1.1 | 12.8 |

## 家族
- 長兄のルーク・ゼラー（英語版）[17]は元NBAフェニックス・サンズ選手で、日本のbjリーグに所属していたこともある。弟はコディ・ゼラー[18]は、2013年ドラフトでシャーロット・ボブキャッツに指名され、入団した。
- 叔父のアル・ベルラール（英語版）は、元NBAプレーヤー。